# 散斑成像

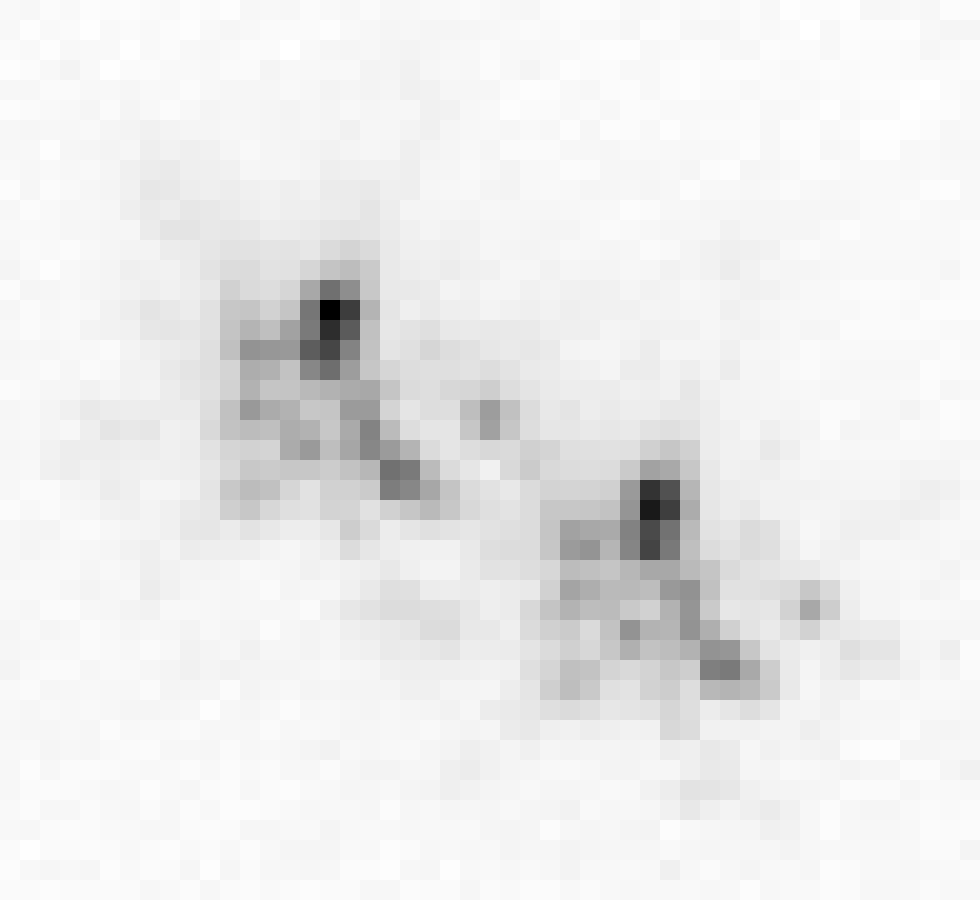
圖為在大氣層存在的條件下，典型的短時間曝光聯星影像（影像中為左攝提三）。影像中的兩顆恆星應該是點狀，但是大氣層的存在使得兩顆恆星的成像呈班點狀（一個在左上方，其他的在右下方）。這些班點會讓觀測者較不易分辨影像中的恆星，這是因為使用的相機像素較粗糙。斑點會在恆星影像周圍快速移動，使恆星在影像中看起來像一個模糊的斑點。拍攝該影像使用的望遠鏡直徑約7r0（望遠鏡直徑小於 r0 時，影像解析度由艾里斑大小決定，否則是由大氣層狀態而定）

慢動作散斑成像負片影片，為使用高倍率望遠鏡觀測恆星的狀況。該望遠鏡的直徑約7r0。請注意單一恆星影像如何分裂為多個斑點，這完全是因為大氣層擾動所造成。散斑成像技術就是要重建未被大氣層擾動影響的恆星影像。該影片中也可見到望遠鏡振動造成的效應。

散斑成像（Speckle imaging）是指基於位移疊加法（圖像堆疊）或散斑干涉（Speckle interferometry）法的一系列高解析度天文成像技術。這些技術可以大幅度提升地面望遠鏡的光學解析度。

## 概要
所有散斑成像的技術原理都是以極短的曝光時間對目標天體進行拍攝，並進行影像處理以去除视宁度的效應。天文學家以這些技術獲得了一些新發現，包含了數千個不使用相關技術就無法分辨的聯星，以及其他恆星表面類似太陽黑子的現象。而許多技術至今仍在使用，尤其是成像對象相對較明亮時。
理論上，望遠鏡的解析度極限是基於夫琅禾费衍射的望遠鏡主鏡口徑的函數。這會導致遠處的物體成像會分散為一個小區域的斑點，即艾里斑。一群分佈在小於解析度極限距離內的物體成像看起來是單一物體。口徑較大的望遠鏡因為可接收較多光線，所以能觀測到光度較微弱物體，並且也可看到體積較小物體。
實際上因為地球大氣層的擾動，望遠鏡的解析度極限會大於艾里斑，並且會使原為單一斑點的艾里斑因為大氣層隨機擾動而形成一系列直徑接近的斑點，並且覆蓋了比艾里斑更大的面積（參見右方聯星影像）。在一般的視寧度下，望遠鏡口徑相當於視寧度參數 r0（約20公分），並且觀測條件良好時，實際的解析度極限是主鏡口徑和機械性能限制。多年來因為前述限制，望遠鏡的性能提升程度有限，直到散斑干涉法和自适应光学的發展才得以消除前述性能限制。
散斑成像是透過图像处理技術以重建原始影像。散斑成像的關鍵技術是由美國天文學家大衛·弗里德在1966年開發完成。該技術是以極短曝光時間拍攝到大氣層「擾動停止」時的天體影像。在紅外線波段的曝光時間約100毫秒量級，而可見光部分則是更短的10毫秒。影像在如此短暫的曝光時間下，大氣層的擾動相較之下更慢而無法對影像產生影響，即快速曝光的影像中斑點是短時間內大氣視寧度狀態下的影像。
而散斑成像也有一個缺點：如果目標天體太過暗淡，將難以拍攝該天體的短時間曝光影像，並且沒有足夠的光量進行分析。在1970年代早期該技術的早期應用是在受限狀況下以底片攝影進行。但是攝影底片只能接受7%的入射光，因此只有最亮的天體能使用散斑成像。CCD 在天文學上應用後，超過70%的入射光可以成像，大幅降低了散斑成像法的使用限制條件，因此今日被廣泛應用在恆星和恆星系等較明亮天體。
散斑成像法的名稱相當多，這是因為許多業餘天文學家根據已存在的技術發展並另外提出新的名稱。
近年來另一種技術已經應用在工業上。將一束雷射光（雷射光因為波前排列整齊，極為適合模擬遙遠恆星光芒）照在物體的表面上時，成像中的斑點可以讓工程師得知材料中的缺陷細節。

## 散斑成像法的技術

### 基於位移疊加法的技術
在被稱為「位移疊加」（圖像堆疊）的方式中，短時間曝光的所有影像依照最明亮的斑點依序排列，並且進行強度平均以取得單一輸出影像。在幸運成像法中，只有最優秀的數幅短時間曝光影像會被選用。較早期的位移疊加技術是基於影像几何中心，因此獲得的斯特列爾比較低。

### 基於散斑干涉法的技術
法國天文學家安托萬·埃米爾·亨利·拉貝里耶於1970年提出物體高解析度結構影像等資訊可經由對物體的散斑圖像進行傅立葉轉換（散斑干涉法）而得到。1980年代相關技術的發展讓研究人員得以將散斑圖像進行干涉的影像重建而得到高解析度影像。
另一種較新式的散斑干涉法稱為「斑点掩模」，這涉及每個短時間曝光影像的雙光譜或閉合相位。接著可計算平均雙光譜並進行反轉以取得影像。在進行孔徑遮罩干涉時效果特別良好。在進行孔徑遮罩干涉時，天文學家會將望遠鏡的口鏡遮蔽一部分，除了數個讓光線可穿透的孔，這時的望遠鏡如同一個小型的光學干涉儀，讓望遠鏡的解析度高於一般的狀況。孔徑遮罩干涉是由卡文迪許實驗室天文物理學組首先研發成功。
散斑干涉法曾有的限制是相關影像必須以電腦進行大多數的處理，在技術剛提出時的電腦運算速度難以滿足天文學家的要求。雖然當時有通用數據開發的幾乎在科學界通用的迷你電腦 Nova 可使用，但它的運算速度讓天文學家只能在「重要的目標天體」使用散斑干涉法。今日因為電腦的運算速度逐年快速增加，使現代的桌上型電腦也能簡易地進行相關影像處理，這項限制已經不存在。

## 生物學應用
在生物學中散斑成像被用來觀察週期性的細胞組成（例如絲狀和纖維結構），而非連續性和一致性結構，並且影像顯示為一組離散斑點。這是因為對標記的組成部分進行統計分布時也把未標記部分算入。這項被稱為動態散斑的技術可以實時監測動態系統並進行錄影分析以了解生物學過程。

## 範例影像
以下是以散斑成像法拍攝的高解析度恆星影像，其解析度甚至高於哈伯太空望遠鏡所拍攝影像：
- WR 104 （页面存档备份，存于）
- WR 98a （页面存档备份，存于）
- LKHa 101 （页面存档备份，存于）
- MWC 349A （页面存档备份，存于）